# 제공호

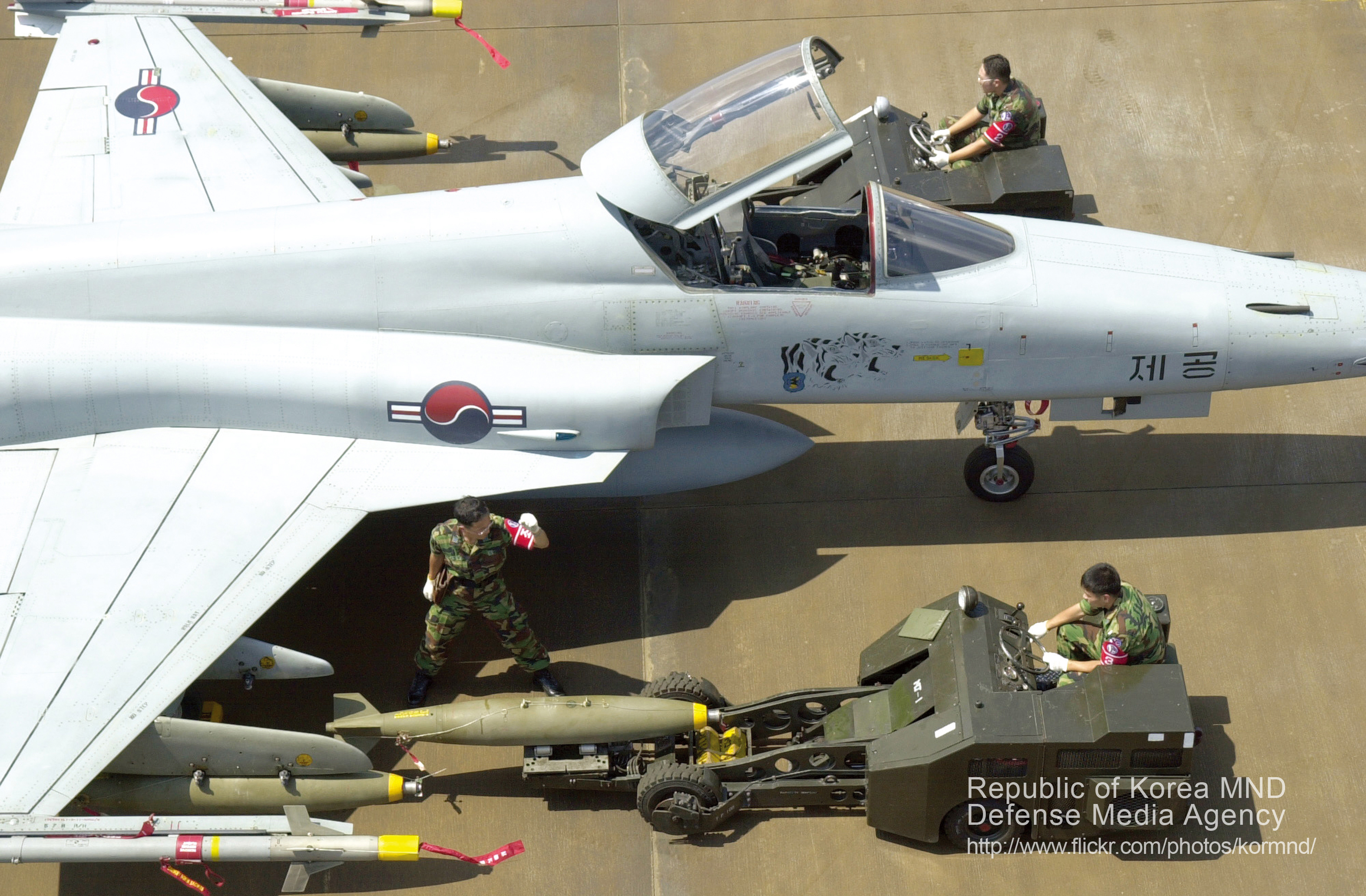
무장 중인 제공호

제공호(制空號: KF-5E/F)는 한국 최초로 조립 생산된 전투기로서, 본래 미국 노스럽 F-5 프리덤 파이터의 개량형이며 미국 노스럽(Northrop) 및 제너럴 일렉트릭(GE)의 라이선스로 1980년 12월에 KF-5F 제1호기(S/N: 10-594)가 제작된 이래, 1986년까지 48대의 KF-5E(81-0558/0593, 81-0614/0625)와 20대의 KF-5F(81-0594/0613), 총 68대가 생산되었다. 엔진은 삼성정밀이 생산하고, 기체 조립은 대한항공이 담당하였다. KF-5E는 1인승 단좌기(單座機)이고, KF-5F는 2인승의 복좌기(複座機)이다.

## 제원
- 모델명: KF-5E, KF-5F

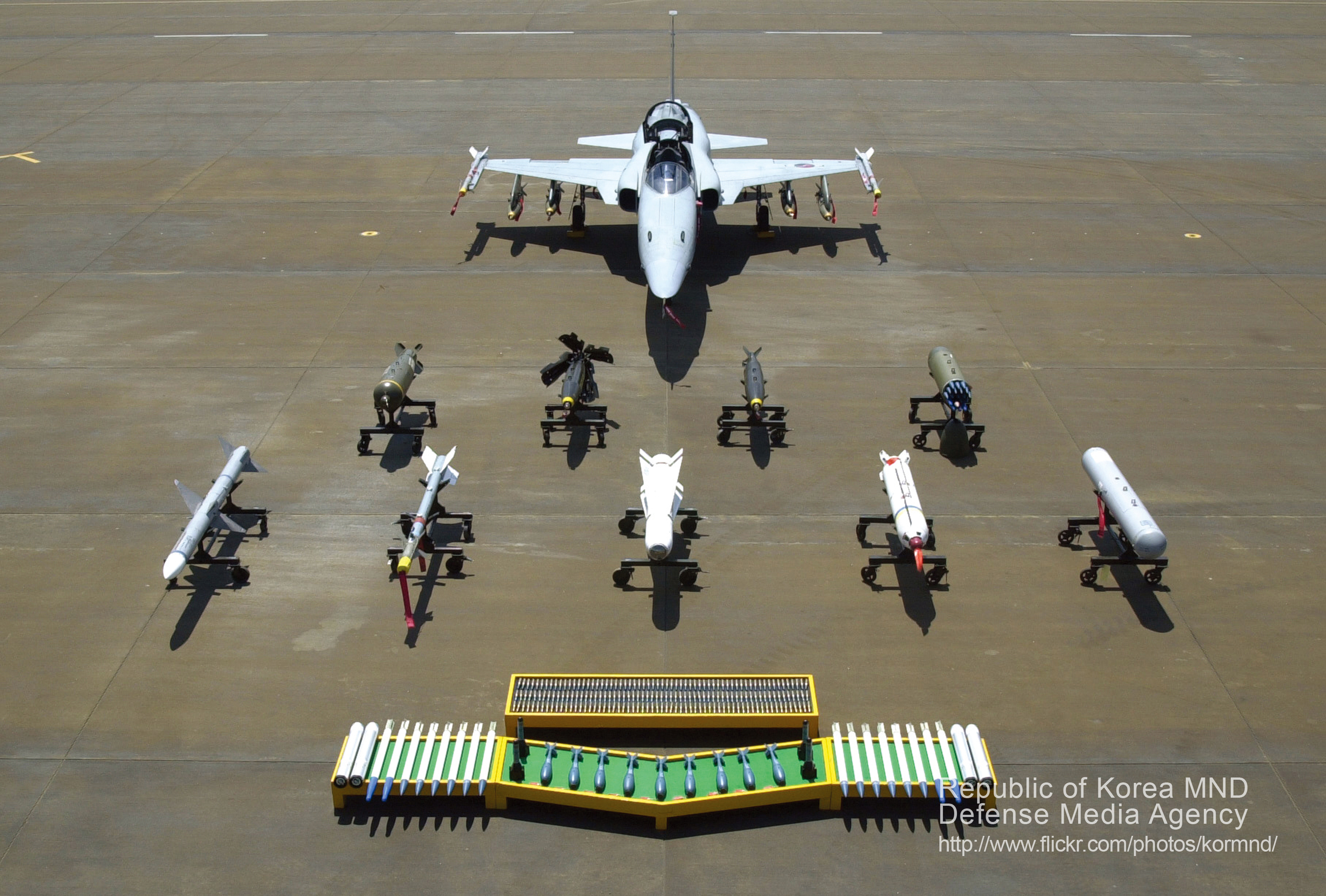
제공호의 무장

- 길이: 15.13m, 너비: 8.53m, 높이: 4.46m, 중량: 4,347kg, 날개면적: 17.28m²
- 승무원: E형 1명, F형 2명
- 엔진: GE J85-GE-21A (x 2), 출력: 1,588kg (x 2), 최대가속: 2,286kg (x 2)
- 최고속도: M. 1.64 (고도 10,975m에서)
- 최대고도: 16,200m
- 항속거리: 2,861km
- 행동반경: 889km
- 최대이륙중량: 11,196kg
- 레이다: AN/APQ-159
- 기본무장: AIM-9P 사이드와인더 2기 + M39A2 20mm 기관포 (E형:2문, F형: 1문)
- 최대폭장(爆裝): 3,180kg (Mk82 등)

## 배치 현황
“제공호”(制空號)라는 별칭은 1호기 출고식에서 명명되었는데, 1982년 9월 9일에 최초로 시범 비행을 실시한 후 제10전투비행단에 배치되었다. 1989년 11월 9일 제16전투비행단으로 이전되었다가, 1994년 8월 16일 제205전투비행대대와 함께 제18전투비행단으로 이동하여 배치되어 있다가 205전투비행대대는 해체되었다.
제작 당시 설계 수명은 4,000시간이었지만, 지속적인 정비와 보강 작업으로 20주년인 지난 2002년에는 7,200 비행시간을 돌파하는 등 현재까지 1전비(206대대), 10전비(101대대, 201대대), 18전비(105대대, 112대대)에서 실전 운용되고 있으며, 2005년 8월부터 순차적으로 퇴역이 진행되고 있다.
2022년 1월 11일 수원기지에 이륙했다가 경기도 화성시 인근 야산에 추락한 전투기가 바로 제공호였다. 그러자 제공호를 조기퇴역시키자는 여론이 형성되었다.

## 같이 보기
- 노스럽 F-5 프리덤 파이터 - 제공호는 F-5의 한국형이다.